# 1745년
1745년은 금요일로 시작하는 평년이다.

## 연호
- 청(淸) 건륭(乾隆) 10년
- 일본(日本) 엔쿄(延享) 2년
- 후 레 왕조(後黎朝) 까인흥(景興) 6년

## 기년
- 류큐(琉球) 쇼케이왕(尚敬王) 33년
- 청(淸) 고종 건륭제(高宗 乾隆帝) 10년
- 조선(朝鮮) 영조(英祖) 21년
- 후 레 왕조(後黎朝) 현종(顯宗) 6년

## 사건
- 9월 13일 - 프란츠 1세, 신성 로마 황제로 즉위하였다. 애당초 오스트리아 왕위 계승 전쟁이 여자인 마리아 테레지아가 황제가 되는것은 살리카 법에 위배된다하여 문제가 된 것인대, 황위를 자신이 아닌 남편인 프란츠가 잇게 함으로써 반대 진영의 명분이 사라진 샘이 되었다.

## 탄생
- 1월 1일 - 미국의 군인, 정치인 앤서니 웨인. (~1796년)
- 2월 18일 - 이탈리아 물리학자 알레산드로 볼타. (~1827년)
- 4월 20일 - 프랑스의 의사 필리프 피넬. (~1826년)
- 8월 19일 - 스웨덴의 화학자 요한 고틀리브 간. (~1818년)
- 9월 16일 - 나폴레옹의 러시아 장군 미하일 쿠투조프. (~1813년)
- 11월 13일 - 프랑스의 교육자 발랑탱 아우이. (~1822년)
- 12월 2일 - 조선 21대 국왕 영조의 계비 정순왕후. (~1805년)
- 12월 12일 - 미국의 초대 국무부 장관 존 제이. (~1829년)
- 12월 16일 - 미국의 군인 겸 정치가 앤서니 웨인. (~1796년)

### 미상
- 조선 후기의 화가 김홍도. (~1806년)

## 사망
- 1월 20일 - 신성 로마 제국의 황제 카를 7세. (1697년~)
- 3월 18일 - 영국의 정치인 로버트 월폴. (1676년~)